# Christmas in the Heart
Christmas in the Heart je 34. studiové album amerického písničkáře Boba Dylana, vydané v roce 2009 u Columbia Records. Album obsahuje vánoční hudbu.

## Seznam skladeb
1. "Here Comes Santa Claus" (Gene Autry, Oakley Haldeman) – 2:35
2. "Do You Hear What I Hear?" (Noël Regney, Gloria Shayne Baker) – 3:02
3. "Winter Wonderland" (Felix Bernard, Richard B. Smith) – 1:52
4. "Hark the Herald Angels Sing" – 2:30
5. "I'll Be Home for Christmas" (Buck Ram, Kim Gannon a Walter Kent) – 2:54
6. "Little Drummer Boy" (Katherine K. Davis, Henry Onorati a Harry Simeone) – 2:52
7. "The Christmas Blues" (Sammy Cahn, David Jack Holt) – 2:54
8. "O' Come All Ye Faithful" ("Adeste Fideles") (Traditional, arr. Dylan) – 2:48
9. "Have Yourself a Merry Little Christmas" (Hugh Martin, Ralph Blane) – 4:06
10. "Must Be Santa" (William Fredericks, Hal Moore) – 2:48
11. "Silver Bells" (Jay Livingston, Ray Evans) – 2:35
12. "The First Noel" (Traditional, arr. Dylan) – 2:30
13. "Christmas Island" (Lyle Moraine) – 2:27
14. "The Christmas Song" (Mel Tormé, Bob Wells) – 3:56
15. "O Little Town of Bethlehem" (Traditional, arr. Dylan) – 2:17

## Sestava
- Bob Dylan – kytara, klávesy, zpěv, harmonika
- Tony Garnier – baskytara
- Phil Upchurch – kytara, mandolína
- Patrick Warren – piáno, varhany, celesta
- David Hidalgo – akordeon, kytara, mandolína, housle
- Donnie Herron – steel kytara, mandolína, trubka, housle
- George Recile – bicí, perkuse